# Heteractis
Heteractis Milne-Edwards & Haime, 1851 è un genere di celenterati antozoi della famiglia Stichodactylidae.

## Tassonomia
Comprende le seguenti specie:
- Heteractis aurora (Quoy & Gaimard, 1833)
- Heteractis crispa (Hemprich & Ehrenberg, 1834)
- Heteractis magnifica (Quoy & Gaimard, 1833)
- Heteractis malu (Haddon & Shackleton, 1893)